# 巴赫賽芬河 (維爾德巴赫河支流)
50°48′29.2″N 8°3′54.6″E / 50.808111°N 8.065167°E

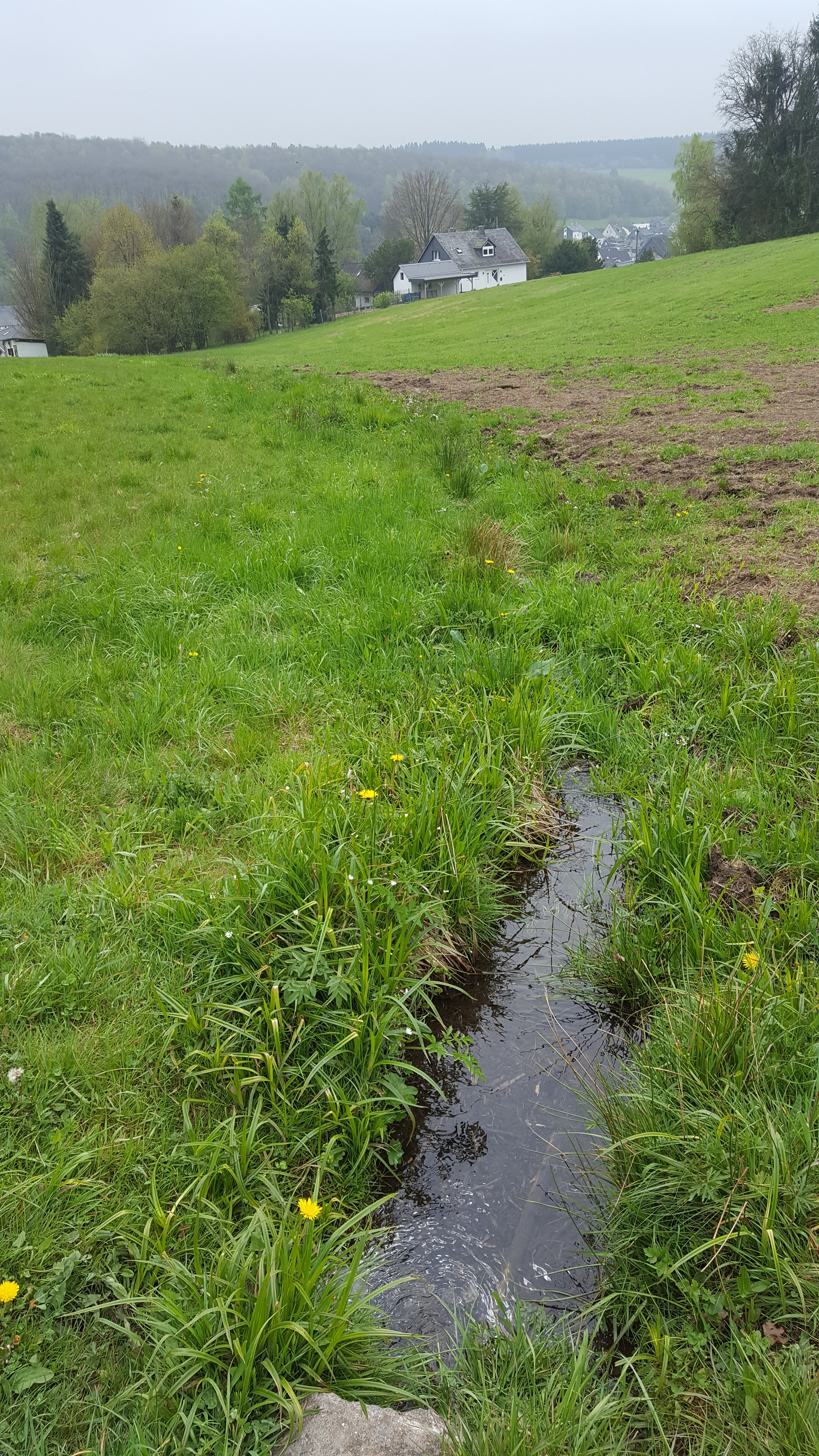

巴赫賽芬河（德語：Bachseifen），是德國的河流，位於該國西部，處於北萊茵-威斯特法倫州，屬於維爾德巴赫河的右支流，河道全長0.5公里，河畔城鎮有維爾恩斯多夫。